# Philodendron duckei
Philodendron duckei är en kallaväxtart som beskrevs av Thomas Bernard Croat och Michael Howard Grayum. Philodendron duckei ingår i släktet Philodendron och familjen kallaväxter. Inga underarter finns listade.